# Joel McKinnon Miller
Joel McKinnon Miller (Rockford, 21 febbraio 1960) è un attore statunitense.
Joel McKinnon Miller è noto particolarmente per il ruolo dell'incompetente detective Norm Scully nella serie televisiva Brooklyn Nine-Nine.

## Biografia
Joel McKinnon Miller è nato e cresciuto in Minnesota, dove ha studiato recitazione all'Università dello stato. Attivo soprattutto in campo televisivo McKinnon Miller ha recitato sul piccolo schermo dal 1991, recitando in numerose serie tra cui Murphy Brown e Il commissario Scali, oltre che lavorare occasionalmente come doppiatore (L'incantesimo del lago, I Rugrats).
Negli anni 2000 si afferma con il ruolo ricorrente di Don Embry in Big Love, un ruolo che ha interpretato per quarantasei episodi tra il 2006 e il 2012. Dopo aver recitato in episodi di American Horror Story e Glee, nel 2013 ha ottenuto la parte di Norm Scully nella serie TV Brooklyn Nine-Nine, il suo ruolo più famoso e che ha continuato a interpretare fino al 2020.
È sposato con Tammy McKinnon dal 1984.

## Filmografia parziale

### Cinema
- Amore per sempre (Forever Young), regia di Steve Miner (1991)
- Incubo d'amore (Dream Lover), regia di Nicholas Kazan (1993)
- Wagons East!, regia di Peter Markle (1994)
- The Truman Show, regia di Peter Weir (1997)
- Galaxy Quest, regia di Dean Parisot (1999)
- The Family Man, regia di Brett Ratner (2000)
- Colpo grosso al drago rosso - Rush Hour 2 (Rush Hour 2), regia di Brett Ratner (2001)
- Friday After Next, regia di Marcus Raboy (2002)
- Men in Black II, regia di Barry Sonnenfeld (2004)
- After the Sunset, regia di Brett Ratner (2004)
- Indovina chi (Guess Who), regia di Kevin Rodney Sullivan (2005)
- Super 8, regia di J. J. Abrams (2011)

### Televisione
- Murphy Brown - serie TV, 1 episodio (1991)
- Dream On - serie TV, 1 episodio (1993)
- Hardball - serie TV, 1 episodio (1994)
- Il commissario Scali - serie TV, 2 episodi (1995)
- La famiglia Brock - serie TV, 1 episodio (1995)
- Pacific Blue - serie TV, 1 episodio (1996)
- Dharma & Greg - serie TV, 1 episodio (1997)
- X-Files - serie TV, 1 episodio (1999)
- Il bambino venuto dal mare - film TV (1999)
- JAG - Avvocati in divisa - serie TV, 1 episodio (1999)
- Malcolm - serie TV, 1 episodio (2000)
- E.R. - Medici in prima linea (ER) – serie TV, 1 episodio (2000)
- Un trofeo per Justin - film TV (2000)
- Spin City - serie TV, 1 episodio (2000)
- Uno scimpanzé di... famiglia (The Jennie Project), regia di Gary Nadeau – film TV (2001)
- Curb Your Enthusiasm - serie TV, 1 episodio (2002)
- Tremors - La serie - serie TV, 1 episodio (2003)
- Cold Case - serie TV, 1 episodio (2005)
- Tutti amano Raymond - serie TV, 1 episodio (2005)
- Las Vegas - serie TV, 3 episodi (2006-2007)
- Big Love - serie TV, 46 episodi (2006-2011)
- La complicata vita di Christine - serie TV, 1 episodio (2010)
- Bones - serie TV, 1 episodio (2011)
- Melissa & Joey - serie TV, 2 episodi (2012)
- Glee - serie TV, 1 episodio (2012)
- American Horror Story - serie TV, 3 episodi (2012-2013)
- Buona fortuna Charlie - serie TV, 1 episodio (2013)
- Brooklyn Nine-Nine - serie TV, 130 episodi (2013-2020)
- Longmire - serie TV, 1 episodio (2017)
- The Staircase - Una morte sospetta (The Staircase) – miniserie TV, 5 puntate (2022)

### Doppiaggio
- L'incantesimo del lago (The Swan Princess), regia di Richard Rich (1994)
- I Rugrats - serie TV, 1 episodio (1998)

## Doppiatori italiani
Nelle versioni in italiano delle opere in cui ha recitato, Joel McKinnon Miller è stato doppiato da:
- Roberto Stocchi in The Truman Show, Cold Case - Delitti irrisolti
- Vittorio Amandola in X-Files
- Vittorio Stagni in Malcolm
- Riccardo Lombardo in Nip/Tuck
- Wladimiro Grana in The Closer
- Pierluigi Astore in Big Love
- Dante Biagioni in Brooklyn Nine-Nine (st. 1-2)
- Bruno Alessandro in Brooklyn Nine-Nine (st. 3-8)
- Silvio Anselmo in Glee
- Stefano Albertini in Tremors - La serie
- Enzo Avolio in Super 8
- Emidio La Vella in American Horror Story
- Ambrogio Colombo in The Staircase - Una morte sospetta
- Massimo De Ambrosis in Station 19

Come doppiatore è stato sostituito in italiano da:
- Corrado Conforti ne L'incantesimo del lago
- Luigi Rosa in Community